# تپه سرچیا
تپه سرچیا مربوط به دوره اشکانیان - دوره ساسانیان - سده‌های ۶–۴ ه.ق است و در شهرستان کوهدشت، بخش طرهان، دهستان طرهان، ۲۵۰ متری جنوب روستای چشمه سفید واقع شده و این اثر در تاریخ ۲۸ اسفند ۱۳۸۵ با شمارهٔ ثبت ۱۸۳۹۵ به‌عنوان یکی از آثار ملی ایران به ثبت رسیده است.